# Campylacantha
Campylacantha is een geslacht van rechtvleugeligen uit de familie veldsprinkhanen (Acrididae). De wetenschappelijke naam van dit geslacht is voor het eerst geldig gepubliceerd in 1897 door Scudder.

## Soorten
Het geslacht Campylacantha omvat de volgende soorten:
- Campylacantha lamprotata Rehn & Hebard, 1909
- Campylacantha olivacea Scudder, 1875
- Campylacantha vegana Scudder & Cockerell, 1902
- Campylacantha vivax Scudder, 1876